# Stornara
Stornara (Sturnere in dialetto stornarese) è un comune italiano di 5 755 abitanti della provincia di Foggia in Puglia.

## Origini del nome
Il nome deriva dal latino sturnus vulgaris, storno, il volatile che sfreccia sui campi di grano soprattutto in autunno durante la preparazione del terreno per la semina del grano e l'antico stemma lo raffigurava su una torre merlata.

## Storia

### Simboli
Lo stemma e il gonfalone sono stati concessi con DPR del 16 marzo 1956.
Il gonfalone è un drappo partito di verde e di bianco.

## Società

### Evoluzione demografica
Abitanti censiti

### Etnie e minoranze straniere
Secondo i dati comuni-italiani al 31 dicembre 2016, la popolazione straniera residente era di 970 persone, con una percentuale del 16,8% sulla popolazione residente, che rende Stornara il comune con la percentuale più alta di stranieri residenti in Puglia,  61º a livello nazionale. Le nazionalità maggiormente rappresentate in base alla loro percentuale sul totale della popolazione residente erano:
- Romania 200 3,91%
- Albania 132 2,58%
- Bulgaria 110 2,15%

## Amministrazione
Di seguito è presentata una tabella relativa alle amministrazioni che si sono succedute in questo comune.
| Periodo        | Periodo        | Primo cittadino   | Partito                    | Carica              | Note  |
| -------------- | -------------- | ----------------- | -------------------------- | ------------------- | ----- |
| 15 giugno 1985 | 31 maggio 1990 | Domenico Russo    | Partito Comunista Italiano | Sindaco             | [ 8 ] |
| 31 maggio 1990 | 24 aprile 1995 | Giuseppe Calamita | Democrazia Cristiana       | Sindaco             | [ 8 ] |
| 24 aprile 1995 | 14 giugno 1999 | Giuseppe Calamita | lista civica               | Sindaco             | [ 8 ] |
| 14 giugno 1999 | 14 giugno 2004 | Mario Russo       | lista civica               | Sindaco             | [ 8 ] |
| 14 giugno 2004 | 8 giugno 2009  | Mario Russo       | lista civica               | Sindaco             | [ 8 ] |
| 8 giugno 2009  | 19 maggio 2011 | Matteo Silba      | lista civica               | Sindaco             | [ 8 ] |
| 19 maggio 2011 | 7 maggio 2012  | Sergio Mazzia     |                            | Comm. straordinario | [ 8 ] |
| 7 maggio 2012  | 12 giugno 2017 | Rocco Calamita    | lista civica               | Sindaco             | [ 8 ] |
| 12 giugno 2017 | 13 giugno 2022 | Rocco Calamita    | lista civica               | Sindaco             | [ 8 ] |
| 13 giugno 2022 | in carica      | Roberto Nigro     | lista civica               | Sindaco             | [ 8 ] |